# Novela de Newgate
Las «novelas de Newgate» (o «novelas de Old Bailey») son un conjunto de novelas publicadas en Inglaterra desde finales de la década de 1820 hasta la década de 1840, que constituyeron un subgénero literario de ficción popular y que en su momento se consideró que en cierto sentido glorificaban y/o ensalzaban la vida y las hazañas de ciertos célebres criminales retratados en dichas historias. La mayor parte de estas estaban inspiradas en casos extraídos del popular Newgate Calendar (Calendario Newgate), una especie de almanaque de crímenes y criminales famosos subtitulado The Malefactors' Bloody Register («Registro sangriento de malhechores») y publicado en varias ediciones desde finales del siglo XVIII a principios del XIX. En todo caso, por lo general esas historias se reescribían partiendo del relato original y se aderezaban con elementos en ocasiones truculentos para acentuar el efecto melodramático.
La fórmula de las «novelas de Newgate» surgió de la combinación de las tradiciones propias de la narrativa histórica y la narrativa gótica, pero derivada a su vez de una tradición literaria renacentista consistente en enfatizar las hazañas de célebres criminales. En su momento, las «novelas de Newgate» causaron notable controversia y atrajeron críticas sobre todo por parte del escritor y crítico William Thackeray, quien llegó a satirizarlas en alguna de sus obras y atacó con vehemencia a sus autores.

## Obras principales
Entre las primeras «novelas de Newgate» se cuentan Richmond (1827) e Historia de George Godfrey (1828), ambas de Thomas Gaspey; Paul Clifford (1830) y Eugene Aram (1832), de Edward Bulwer-Lytton; y Rookwood (1834), de William Harrison Ainsworth, que tenía al célebre salteador de caminos y bandolero Dick Turpin como uno de sus principales personajes. Oliver Twist (1837), de Charles Dickens, a menudo ha sido considerada también como una «novela de Newgate». En su momento se consideraba que el personaje de Fagin estaba basado en el carterista Isaac "Ikey" Solomon (1785-1850), pero mientras que Dickens no hizo nada para desmentir esta supuesta conexión, sí se esforzó en cambio en no ensalzar a los criminales que salieron de su pluma: Bill Sikes carece de rasgos que lo rediman, y el propio Fagin solo parece agradable en comparación con el resto de grotescos personajes que Oliver Twist va conociendo a medida que se desarrolla la historia.
Volviendo a Rookwood, publicada en 1834, es un romance histórico y gótico ambientado en la Inglaterra del siglo XVIII, que describe una disputa en torno al derecho legítimo de la herencia del señorío de Rookwood Place y el apellido familiar de Rookwood, que esconde oscuros secretos del pasado. A diferencia de El castillo de Otranto (Horace Walpole, 1764), iniciadora del género gótico en la narrativa inglesa, en esta obra Ainsworth no se basó en muchos de los clichés clásicos de la literatura gótica, además de desplazar el escenario de la historia de la Europa medieval a la Inglaterra del siglo XVIII. El propio Ainsworth explicó en el prefacio de su novela que su modelo a seguir para ésta fue la obra de Ann Radcliffe, autora de Los misterios de Udolfo (1794). Los elementos góticos se fusionaron con el uso de figuras históricas, como el legendario Dick Turpin. En este aspecto concreto, Rookwood sigue la estela de otras obras anteriores que también recuperaban para la ficción a célebres personajes del mundo del hampa, como La ópera del mendigo (John Gay/Johann Christoph Pepusch, 1728), Jonathan Wild (Henry Fielding, 1743), el drama Los bandidos (Friedrich Schiller, 1781) y las citadas novelas Paul Clifford y Eugene Aram de Lord Lytton.
El género alcanzó su punto culminante con la publicación por entregas, entre 1839 y 1840, del Jack Sheppard de Ainsworth, un romance histórico basado en la vida y hazañas de Jack Sheppard, un célebre bandolero y salteador de caminos inglés de principios del siglo XVIII, que fue ajusticiado en 1724. En el libro también aparece como uno de los personajes principales Jonathan Wild, otro famoso criminal de la época ―quizá el más sanguinario de la historia de Gran Bretaña―, que había protagonizado también una novela de Henry Fielding de 1743. En sus representaciones de la naturaleza cruel de Wild y de sus grotescos asesinatos, Ainsworth fue más lejos que sus contemporáneos harían en sus respectivas novelas del «género Newgate». En comparación con Wild, el personaje de Sheppard queda representado como un simple ladrón, y no como un ejemplo del peor tipo de criminal. La polémica en torno a esta obra surgió cuando Thackeray, un gran opositor a las «novelas de Newgate», denunció que ciertos vendedores ofrecían "mochilas de Jack Sheppard", repletas de herramientas para el robo, en los vestíbulos de los teatros en los que se representaba la dramatización de la novela de Ainsworth.
Tanto Rookwood como Jack Sheppard fueron fundamentales en la popularización en Inglaterra de la tradición de la "novela picaresca" de raigambre española.
En respuesta a la publicación de las primeras entregas de Jack Sheppard y a su visión romántica del crimen, Thackeray escribió su primera novela larga, Catherine (1839-1840), concebida como una sátira de las «novelas de Newgate» y basada en la vida y la ejecución de Catherine Hayes (1690-1726), protagonista de uno de los casos reales más espeluznantes de todos los aparecidos en el Newgate Calendar, que causó gran conmoción en la opinión pública: esta mujer conspiró para asesinar a su esposo, el carpintero John Hayes, que murió a golpes de hacha y acabó decapitado y desmembrado; tras un juicio al que asistieron numerosos nobles y caballeros, ella y sus dos cómplices fueron condenados a muerte en 1726. El carácter satírico del relato de Thackeray quedó diluido, y a menudo la obra ha sido calificada como una más entre las «novelas de Newgate». De hecho, el propio autor reconoció que había desarrollado para el personaje protagonista un rasgo de "bondad oculta" y que no había conseguido que su novela resultase lo bastante desagradable, es decir, que no había cumplido con su intención de mostrar la auténtica brutalidad de los criminales. y, así, la novela que supuestamente se proponía presentar a los criminales como personajes absolutamente viles, sin ninguna posibilidad de redención, acabó haciendo que Catherine Hayes y sus pícaros compinches parecieran más atractivos. Thackeray consideró que el resultado de su obra había sido un fracaso, y tal vez por ello la novela no volvería a publicarse en vida del autor. De este modo, la novela ha sufrido el abandono a pesar de sus buenas cualidades, como su sentido alegre del entretenimiento, su tono satírico y una heroína protagonista que en cierto modo anticipa la famosísima Becky Sharp de La feria de las vanidades.

## Declive
Puede decirse que fue el asesinato en 1840 del aristócrata Lord William Russell a manos de su ayuda de cámara, François Benjamin Courvoisier, el acontecimiento que marcó el inicio del declive del género, pues supuestamente el asesino se habría inspirado para cometer su crimen ―la víctima murió degollada― en una de las dramatizaciones teatrales del Jack Sheppard de Ainsworth. Aunque el acusado negaría más tarde que la obra le hubiese influenciado, el furor en torno a su caso llevó al Lord Chambelán a tomar la decisión de prohibir la representación de obras teatrales basadas en la vida de Jack Sheppard, y desencadenó una campaña en la prensa generalista en la que se atacó con virulencia a los escritores de «novelas de Newgate» por su comportamiento irresponsable. La ejecución pública de Courvoisier (en julio de 1840, ante la prisión de Newgate) no hizo sino acrecentar la controversia. Fue uno de los ahorcamientos que más expectación suscitó en la opinión pública de la época (se estimaron en 40.000 los asistentes al evento), y hasta Thackeray y Dickens presenciaron el ajusticiamiento; el primero lo utilizaría posteriormente como argumento de su crítica a la pena capital en su alegato On Going to See a Man Hanged ("Acudir a ver a un hombre ahorcado"):

«Volví aquella mañana disgustado por el asesinato, pero fue por el asesinato que presencié… Me siento avergonzado y degradado en la brutal curiosidad que me llevó a aquel lugar.»

Su más virulento ataque en este ensayo, sin embargo, lo reservó al propio Dickens, y más concretamente a su Oliver Twist, obra que, según Thackeray, glorificaba a los personajes criminales que en ella estaban representados:

«Bah! what figments these novelists tell us! Boz, who knows life well, knows that his Miss Nancy is the most unreal fantastical personage possible; no more like a thief's mistress than one of Gesner's shepherdesses resembles a real country wench. He dare not tell the truth concerning such young ladies.»

Las «novelas de Newgate» fueron igualmente atacadas en la prensa especializada, con Jack Sheppard descrito en la revista Athenæum como "uno más de una clase de libros malos, sustentados por malos lectores", y la revista humorística Punch publicando una satírica «Receta literaria» para un romance impactante (…). Las críticas bastaron para persuadir tanto a Ainsworth como a Lord Lytton a dedicarse a escribir sobre otros temas; Dickens, sin embargo, continuó sirviéndose de criminales como personajes centrales de muchas de sus historias procurando no ser demasiado explícito en las descripciones de sus acciones.
Una de las últimas novelas esenciales de Newgate fue Newgate: A Romance (1847), una historia de amor entre delincuentes escrita por Thomas Peckett Prest. Posteriormente el género se fundiría en las llamadas «sensation novels» y en las primeras novelas detectivescas de las décadas de 1850 y 1860. Las primeras incluían en sus tramas y argumentos transgresiones alejadas de lo puramente criminal, como es el caso de La dama de blanco (Wilkie Collins, 1859), mientras que un temprano ejemplo de las ficciones detectivescas es La piedra lunar (1868), también de Wilkie Collins. Todas las novelas de esta tendencia a menudo fueron publicadas por entregas dando origen a la proliferación de revistas de a penique.